# Contea di Clare (Irlanda)
La contea di Clare (in gaelico irlandese: An Clár, esteso Contae an Chláir) è una delle contee della Repubblica d'Irlanda. È situata nella provincia storica del Munster, sulla costa occidentale. 
Gran parte dei suoi confini corrispondono al tragitto del fiume Shannon e alla posizione del Lough Derg, mentre a nord chiude la baia di Galway. Confina a nord con la contea di Galway, ad est con le contee di Tipperary e di Limerick, a sud con il lungo estuario dello Shannon e ad ovest con l'Oceano Atlantico.
La superficie della contea è di 3174 km², la county town è la cittadina di Ennis.

## Araldica civica
L'attuale stemma della contea di Clare è stato adottato nel 1986 dal Consiglio della contea, dato che prima lo stemma era uno scudo bianco con tre navi, e introduce i colori culturali e sportivi (giallo e azzurro) con vari simboli che rappresentano il Clare geograficamente, etnicamente e storicamente.
Lo stemma è formato da un semplice scudo che però al suo interno presenta un insieme complesso di raffigurazioni. È diviso innanzitutto in sei sezioni, che richiamano il numero delle regioni storiche della contea (Dal gCais, Clann Cuilean, Ui Caisin, Corcumrua, Corca Baiscinn e Ui Breacain), i quali contengono ognuno un simbolo.
Il primo partendo dall'alto a sinistra in senso orario, è una rosa che rappresenta la regione del Burren, ed è stata prelevata dall'antico scudo della diocesi di Kilfenora.
Accanto è situata una croce di pietra a forma di tau greca (chiamata Kilnaboy) rappresentante il patrimonio archeologico che dà fama alla contea.
La corona, invece, simboleggia l'antico regno di Thomond, mentre la testa di cervo è comune in molte famiglie originarie del luogo.
Il simbolo centrale posto sopra le onde è una raffigurazione dello Shannon International Airport, mentre il cerchio di fuoco, infine, rappresenta l'energia, molto probabilmente riferendosi agli numerosi impianti elettrici installati nel territorio.
Nella base dello scudo ci sono le onde del fiume Shannon, che percorre quasi tutto il confine della contea.
La scritta su un drappo Dilis d'ar noidhreacht significa infine "Allineati nella nostra tradizione", ed è stata inserita dopo un concorso vinto da una studentessa.

## Topografia
Il Clare è una zona dell'Irlanda che offre panorami e paesaggi unici al mondo e di notevole bellezza.

### Orografia e geologia

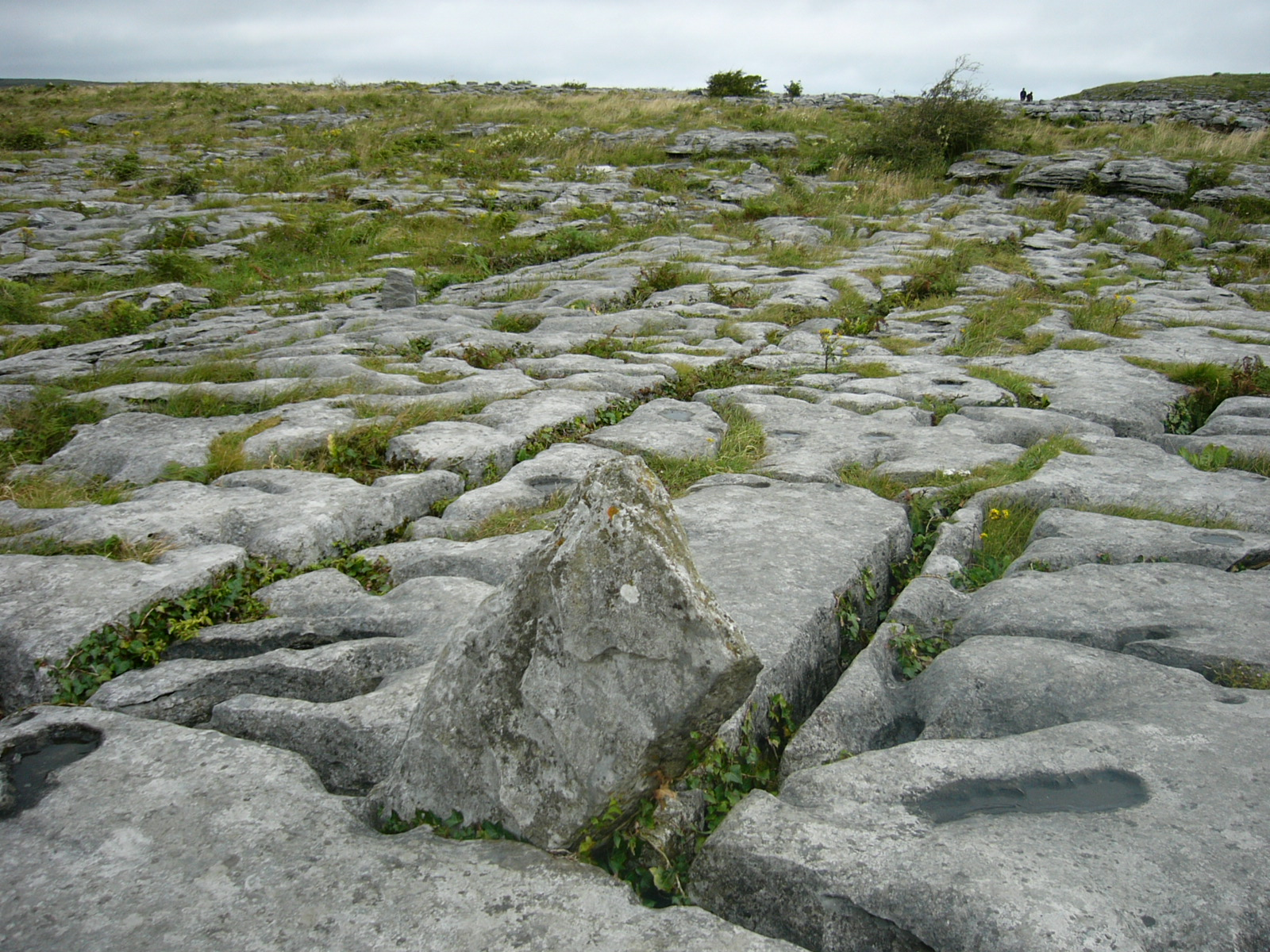
Burren
Il particolare ed unico tavolato calcareo nella parte nord-occidentale della contea

Sebbene gran parte della superficie del Clare sia collinare, e in alcune parti anche montagnosa, non raggiunge mai grandi altitudini. Gran parte del territorio di quelle che erano una volta le baronies di Moyarta e Ibrickan sono formate da brughiere, le quali si incontrano facilmente anche nelle di montagna, eccetto che nel Burren, uno straordinario quanto unico tavolato calcareo che occupa la parte nord-occidentale della contea.
Generalmente parlando, le zone orientali del Clare sono montagnose, con tratti di terra buona per il pascolo; quelle occidentali invece sono acquitrinose; quelle settentrionali, quasi totalmente pietrose e sperdute. La parte meridionale lungo le sponde del Fergus e dello Shannon, offre molti campi dal terreno variabile chiamati corcasses, che formano un territorio assai variegato. Sono composti di argilla, e si distinguono in corcasses neri, usati per la coltivazione e blu, usati molto più come prato.
Strati di suolo dell'alto Carbonifero compongono gran parte del territorio occidentale. Il sottosuolo è formato da strati di arenaria e gesso, ormai in sezioni orizzontali, come mostrano le Scogliere di Moher. Anche i tavolati calcarei del Burren sono dello stesso periodo geologico, e ricoprono spesso un suolo abbastanza buono, che non esita a far germogliare flora di ogni tipo nelle fessure create dall'erosione, come fiori molto rari. Il calcare tuttavia si estende, anche se in maniera diversa, fino all'estuario del Fergus e dello Shannon.
Ad est, lo strato superficiale mostra due masse compatte di arenaria rossa, di era siluriana. Gli Slieve Bernagh, i più meridionali, si ergono fino a 532 metri nei pressi di Killaloe, e la parte collinare di questa zona, dove scorre lo Shannon, contrasta nettamente con le pianure calcaree del precedente corso del fiume.

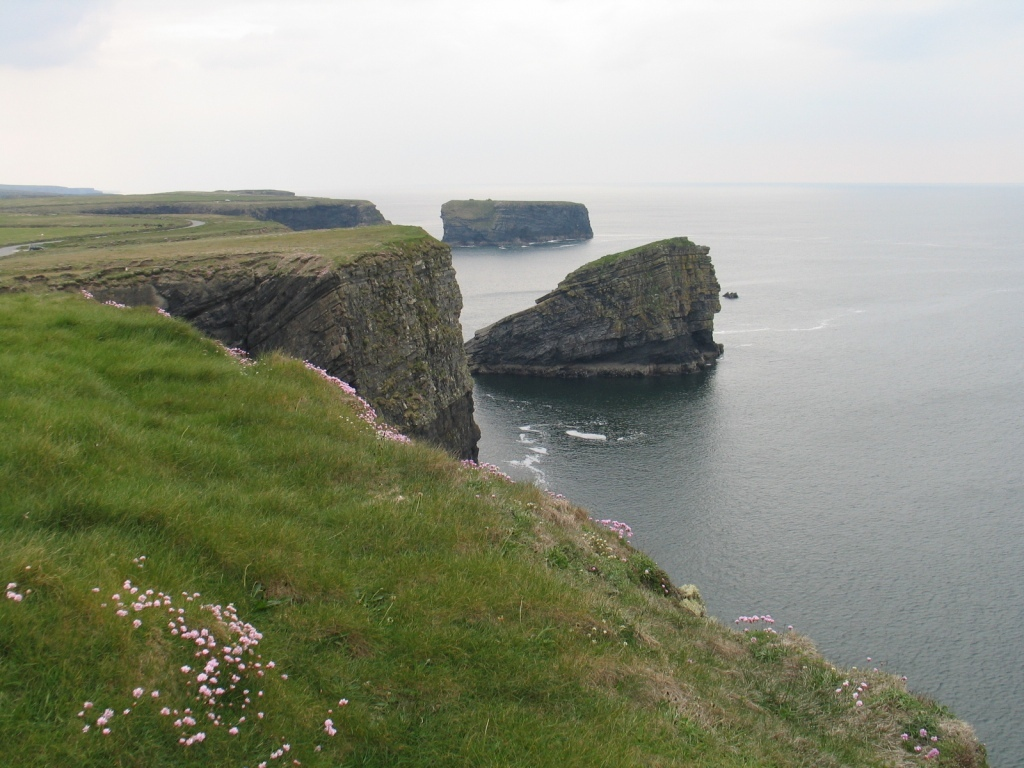
Duggerna Reef a Kilkee
L'erosione mostra i vari strati geologici dell'era carbonifera

Sebbene siano stati rinvenuti numerosi tipi di metalli e minerali sparsi per la contea, non sono mai in numero sufficiente per procedere alla loro estrazione. I metalli principali sono piombo, ferro e manganese. La miniera di piombo di Milltown è una delle più antiche d'Irlanda e usata da tempi lontani. Il bronzo, anche se in quantità ridotta, è presente nel Burren, mentre il carbone lo si può trovare a Labasheeda, sulla sponda destra dello Shannon, ma è veramente poca cosa. Numerosi agglomerati di argilla e roccia ferrosa che coprivano alcune zone di calcare furono estratti e prelevati nel 1750, mentre 3 km lontani dalle miniere di piombo di Milltown ci sono immensi passaggi di arenaria nei quali il fiume Ardsullas compie un tragitto particolare. L'arenaria minore della parte orientale della contea viene usata per lo più per contenere strati argentiferi, estratti vicino a Kilrush ed Ennistimon. Marmo nero e altre rocce di tipo sedimentario sono presenti in maniera diffusa.
I minerali che affiorano sono in gran parte di tipo sulfureo. Non a caso Lisdoonvarna, una località termale, è celebrata sin dal XVIII secolo per le sue acque curative, e attira da tempo vari visitatori all'uopo. Acque ricche di composti minerali sono presenti anche a Kilkishen, nel Burren, a Broadfoot, Lehinch, Kilkee, Kilrush, Killadysart e vicino a Milltown Malbay.

### Coste e isole

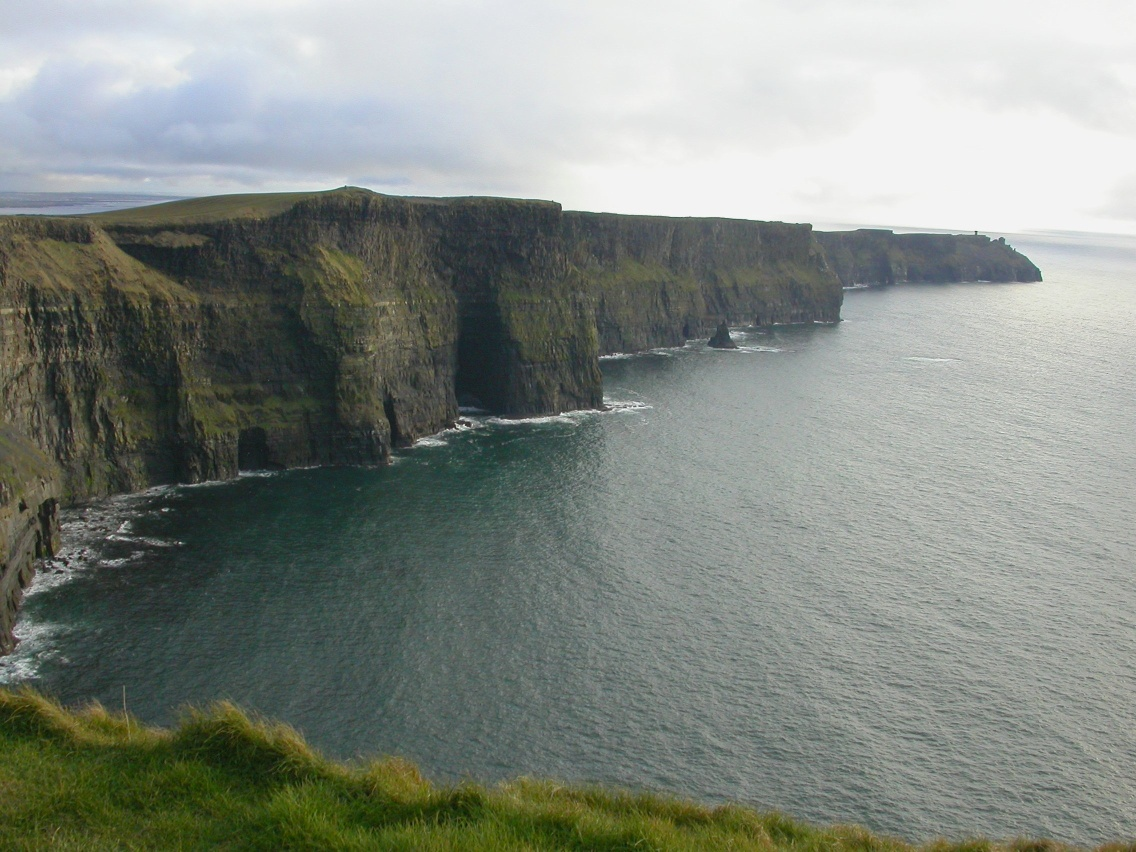
Scogliere di Moher
Tratto di costa che cade a picco nell'oceano a 230 metri d'altezza circa, una delle maggiori attrazioni turistiche irlandesi

La costa del Clare è quasi totalmente di tipo roccioso, a volte marcata e precipitosa in maniera drammatica come dimostrano le famosissime e suggestive Scogliere di Moher, vicino ai villaggi di Doolin, Liscannor e Lisdoonarvana, che cadono a picco nell'oceano perpendicolarmente con altezze che superano i 200 metri.
Ci sono varie insenature e le principali sono quelle di Ballyvaghan, Liscannor e Malbay; ma da Black Head a Loop Head, ovvero gran parte dei confini atlantici della contea, non c'è una zona adatta all'attracco eccetto la Baia di Liscannor. Malbay, del resto, prende il nome dai pericoli che offre ai naviganti, e l'intera baia è stata teatro di numerosi disastri navali spesso fatali.
Tralasciando qualche isolotto interno nell'estuario dello Shannon o in qualche baia settentrionale, l'unica isola al largo delle coste del Clare è Mutton Island, disabitata e ricca di uccelli. Tuttavia, sebbene facciano parte della contea di Galway, le isole Aran sono molto più vicine alla costa del Burren (con la quale condividono del resto molti aspetti geologici) e sono facilmente visibili da Doolin e dalle Scogliere di Moher. Inisheer in particolare è raggiunta regolarmente da imbarcazioni dal piccolo porto già citato.

### Idrografia

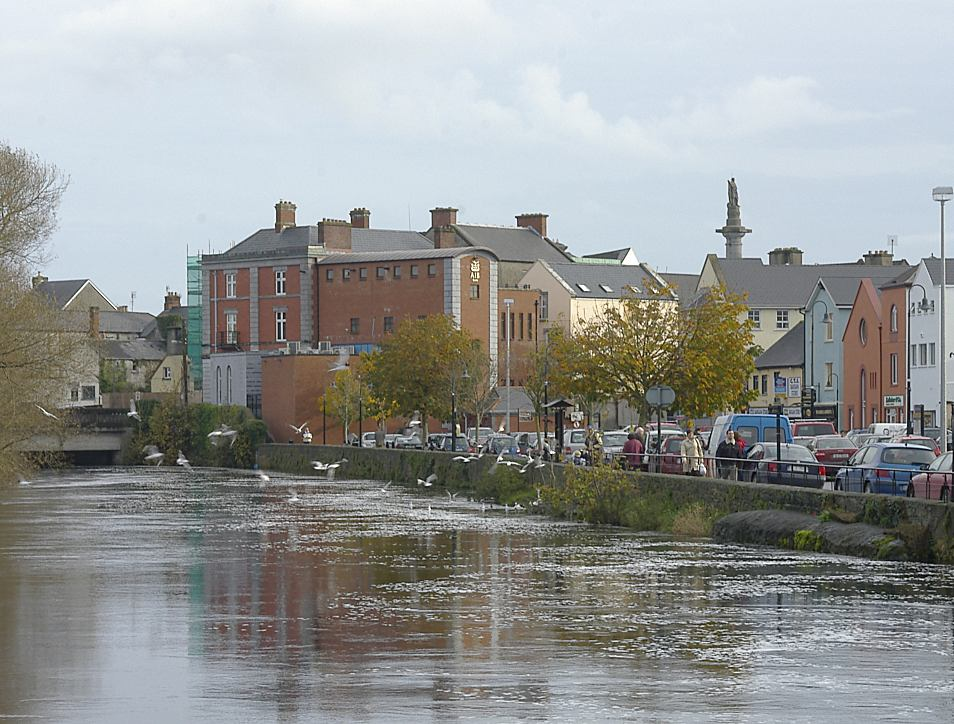
Fergus
Il fiume a Ennis, county town della contea

Il Clare possiede solo un fiume considerevole, il Fergus, ma circa 200 km dei suoi confini sono formati dalle acque dello Shannon, che sfocia tra l'altro nell'enorme estuario situato proprio fra la contea e il Kerry. Lo Shannon è navigabile facilmente e questo è facilitato anche dalle numerose anse che formano varie insenature dove attraccare. Il Fergus è navigabile dallo Shannon fino al centro di Clare, che è il punto finale naturale della navigabilità.
Ci sono molto laghi nel territorio della contea, tra i quali i maggiori sono il Lough Muckanagh, il Lough Graney, il Lough Atedaun e il Lough Dromorepiù importanti per la loro bellezza incontaminata che non per le loro dimensioni, con l'eccezione del notevole Lough Derg, molto vasto e ampiamente navigabile, formato dal corso dello Shannon e spartito a metà col vicino North Tipperary.

## Storia

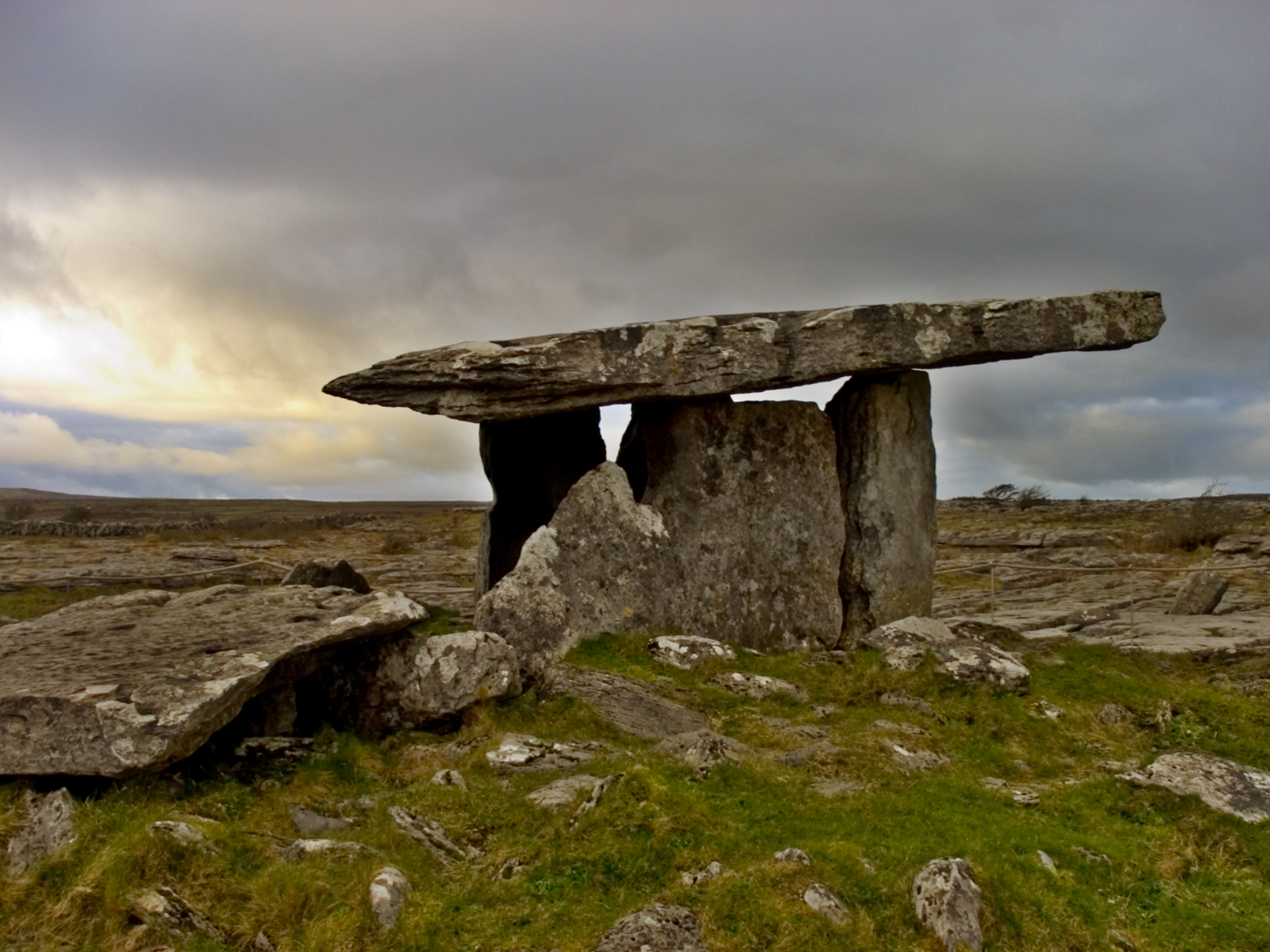
Dolmen di Poulnabrone
Il famoso monumento nel Burren, testimonianza di vita preistorica

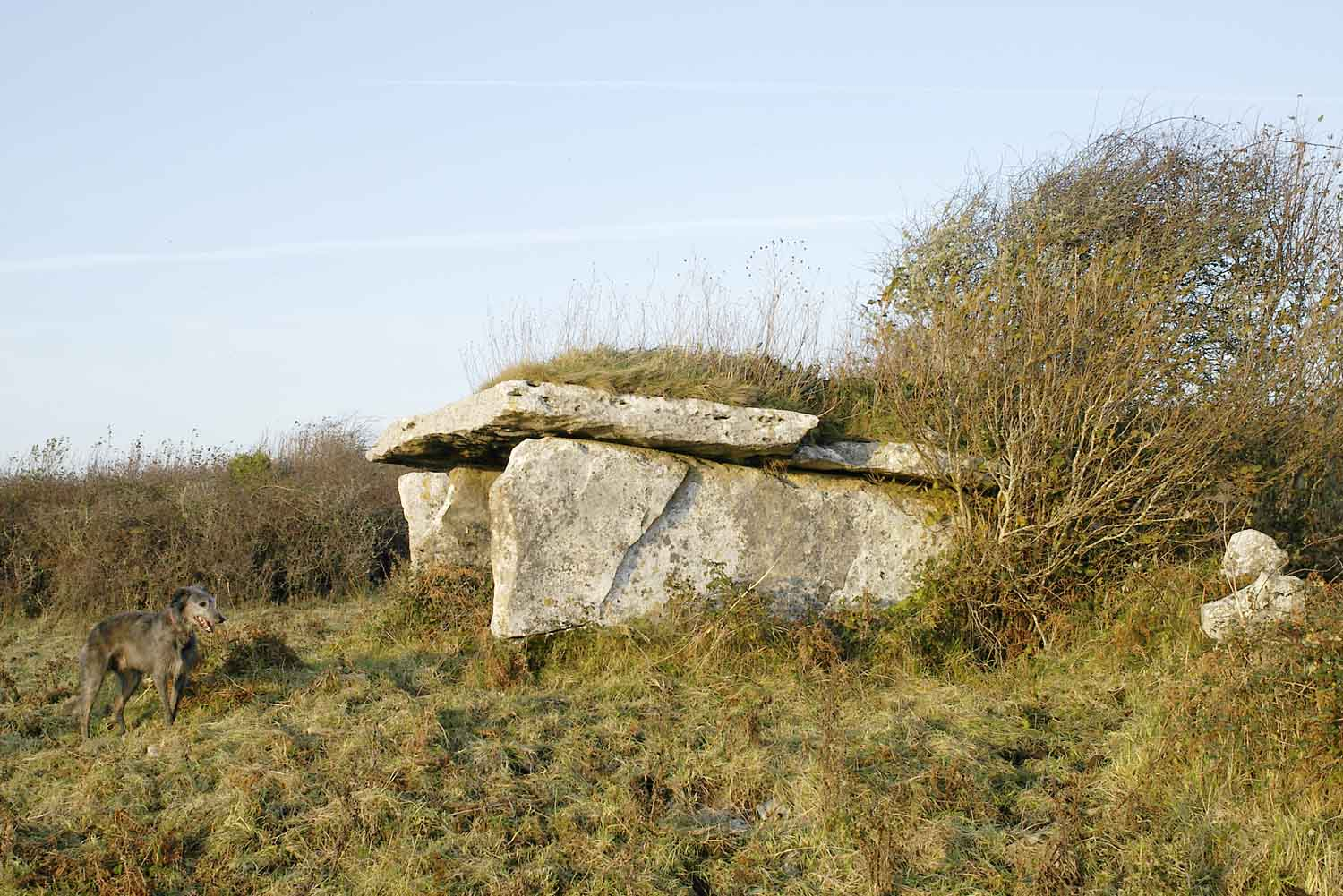
Tomba preistorica
Un altro monumento diffuso nel Burren

Tracce di vita preistorica sono presenti in molte parti del Burren, come testimoniano monumenti in pietra funerari e non.
La contea del Clare corrisponde quasi totalmente all'antico regno di Thomond (Tuadh Mumhan), che si estendeva anche in piccole parti delle attuali contee di Kerry, Limerick, Offaly e Tipperary. Proprio per questo anticamente talvolta la contea veniva chiamata anche County Thomond. Formò anche parte della monarchia del celebrato Brian Boruma, che stanziò la sua corte a Kincora, nei pressi di Killaloe, in un palazzo sulle sponde dello Shannon.
I primi insediamenti furono eretti dai vichinghi provenienti dalla Danimarca e nel XIII secolo dagli Anglo-Normanni, ma senza lasciare segni permanenti. Nel 1543 Murrough O'Brien, dopo aver spossessato suo nipote e tentato una inutile ribellione contro il dominio inglese, si sottomise a Enrico VIII, ritrattando il suo nome e i possedimenti. Presto li ricevette indietro da un locale inglese, insieme al titolo di conte di Thomond, a condizione di adottare abiti, usanze e costumi inglesi.
Nel 1565 questa parte di Thomond (talvolta chiamata regione di O'Brien) fu annessa al Connaught, e divenne una delle sei contee che formavano la provincia al tempo della loro creazione ad opera di Sir Henry Sidney. Fu chiamata Clare, e il nome è riconducibile a Riccardo di Clare (Strongbow), duca di Pembroke, o Thomas de Clare, che ottenne una parte di Thomond da Edoardo I nel 1276. Verso la fine del regno di Elisabetta I, il Clare fu staccato dal Connaught ed ebbe un'amministrazione sperata, ma con la Restaurazione fu unito nuovamente al Munster.
Oggi la contea viene anche chiamata Banner county per la forte presenza di bandiere e striscioni che girano per la contea durante manifestazioni politiche e culturali.

## Politica
La contea è amministrata dal Clare County Council Archiviato il 7 febbraio 2016 in Internet Archive., con l'eccezione delle aree urbane di Ennis e Kilrush.
I 32 membri del consiglio vengono eletti ogni cinque anni direttamente dalla popolazione, suddivisa in sei aree elettorali:
- Ennis: 7 membri
- Kilrush: 7 membri
- Ennistymon: 6 membri
- Shannon: 5 membri
- Killaloe: 4 membri
- Scariff: 3 membri

## Cultura

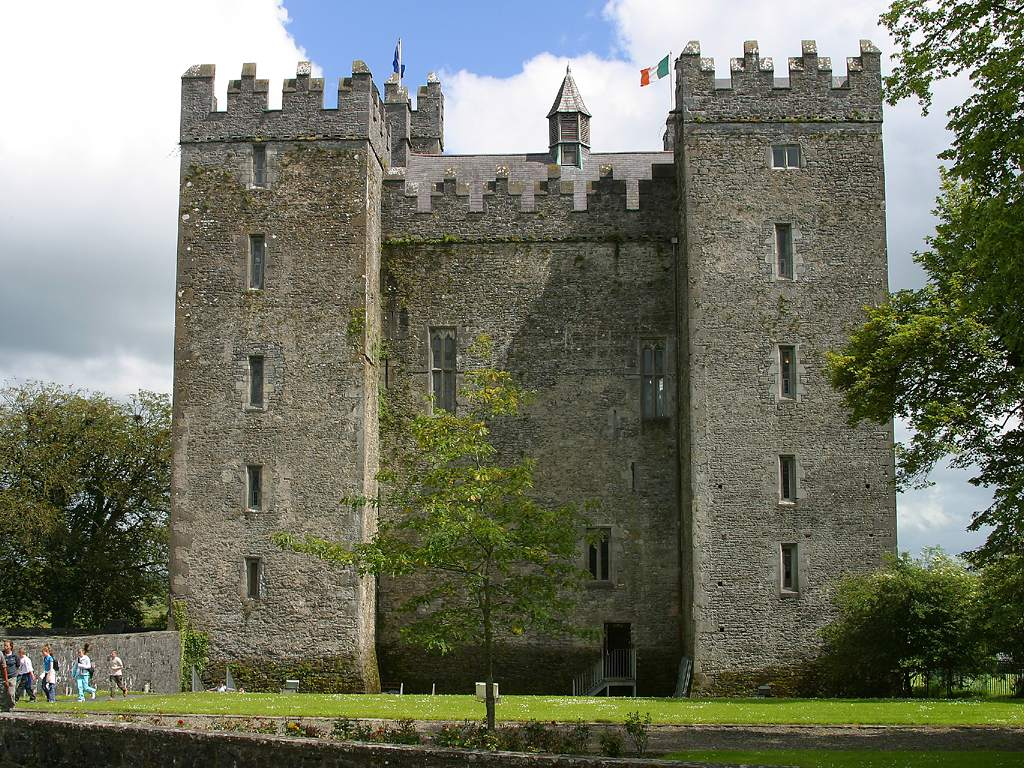
Castello di Bunratty
Il castello, qui fotografato nella parte posteriore, è uno dei più famosi e visitati d'Irlanda

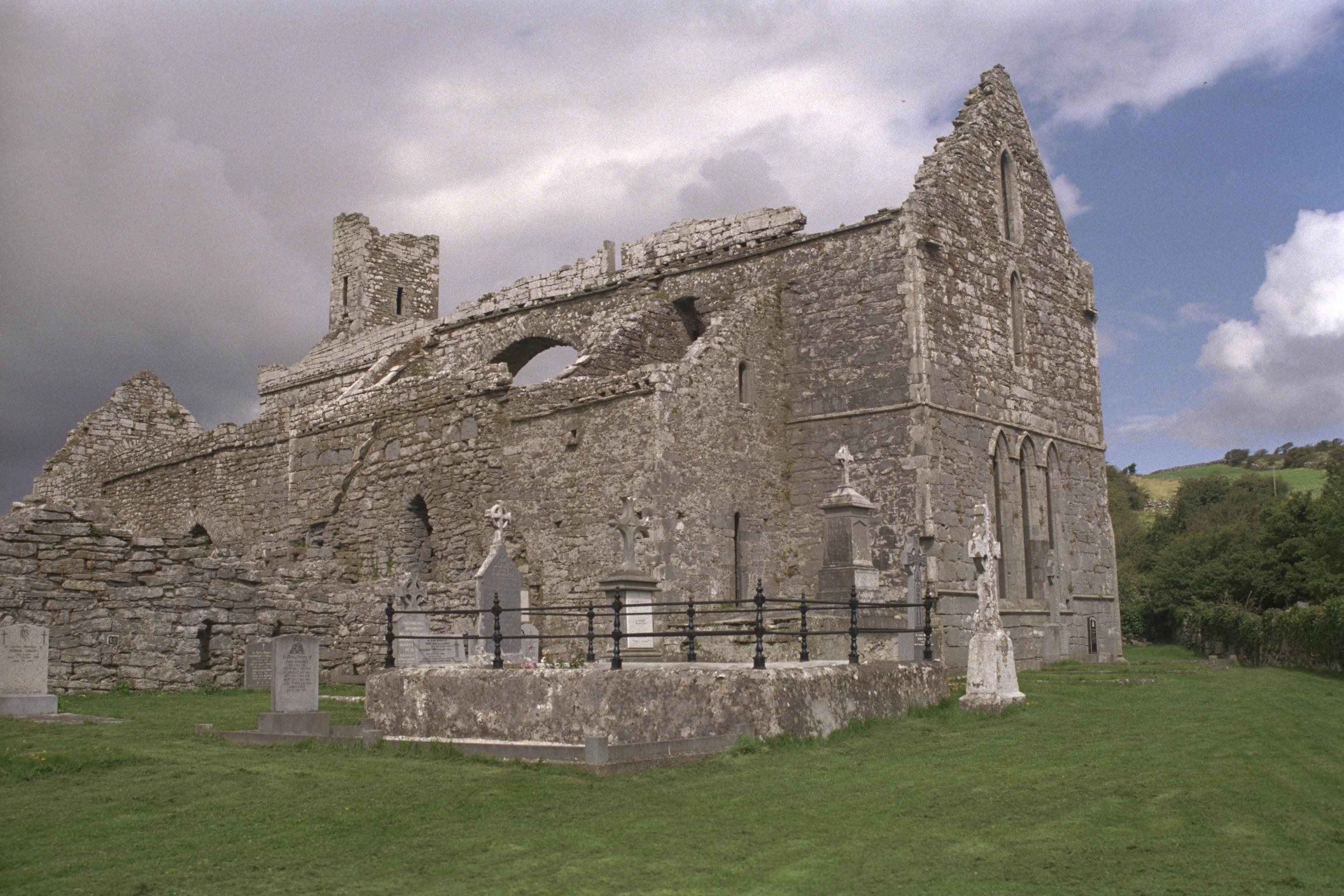
Abbazia di Corcomroe

La contea abbonda di reperti antichi, preistorici quanto medievali, militari quanto ecclesiastici, specialmente nella parte nord-occidentale. Tutt'oggi centinaia di forti e castelli sono sparsi per il territorio, molti dei quali anche abitati: il loro nucleo spesso è abbastanza ridotto, estesi più in decorazioni esterne e fortificazioni. Il principale e più famoso è senza ombra di dubbio il Castello di Bunratty, costruito nel 1277 e abitato una volta dai signori di Thomond, situato a meno di 20 km da Limerick e a breve distanza da Shannon Town, sulle rive del fiume omonimo. Degni di nota sono anche i manieri di Ballykinvarga, Ballynalackan e Lemaneagh, tutti nel nord-ovest.
Forti circolari preistorici, accampamenti ed altre costruzioni simili sono numerosissimi, mentre i cromlech sono diffusi specialmente nel Burren, così come dolmen e menhir.
La componente religiosa si manifesta nelle numerose abbazie presenti nel Clare (molte sono soltanto in stato di rovina, altre ancora sono attive e preservano una forte tradizione) per più di 20 edifici. Le più interessanti sono Quin, considerato uno dei resti di siti monastici meglio conservati in Irlanda; Corcomroe; l'abbazia di Ennis, che mostra delle finestre molto eleganti, e quelle di Inniscattery, nello Shannon. Kilfenora, 9 km a nord-est di Ennistimon, fu fino al 1750 una diocesi separata, e la sua cattedrale, seppur piccola, è molto apprezzata e mostra una croce celtica molto raffinata. I siti in rovina di Kilnaboy, Nouhaval e Teampul Cronan sono i più importanti nel nord-ovest. Ben cinque torri circolari sono di discreto interesse, precisamente a Scattery Island, Drumcliffe, Dysert O'Dea, Kilnaboy and Inniscaltra (nel Lough Derg). La cattedrale della diocesi di Killaloe è nella cittadina omonima.
Molte iniziative sono state intraprese nel Clare, come l'istituzione di una ricca libreria. Vive le trafizioni, specialmente nei villaggi come Doolin. Lisdoonvarna, invece, è sede di un festival annuale abbastanza famoso per scapoli, chiamato Matchmaking fair.

## Economia, trasporti e infrastrutture

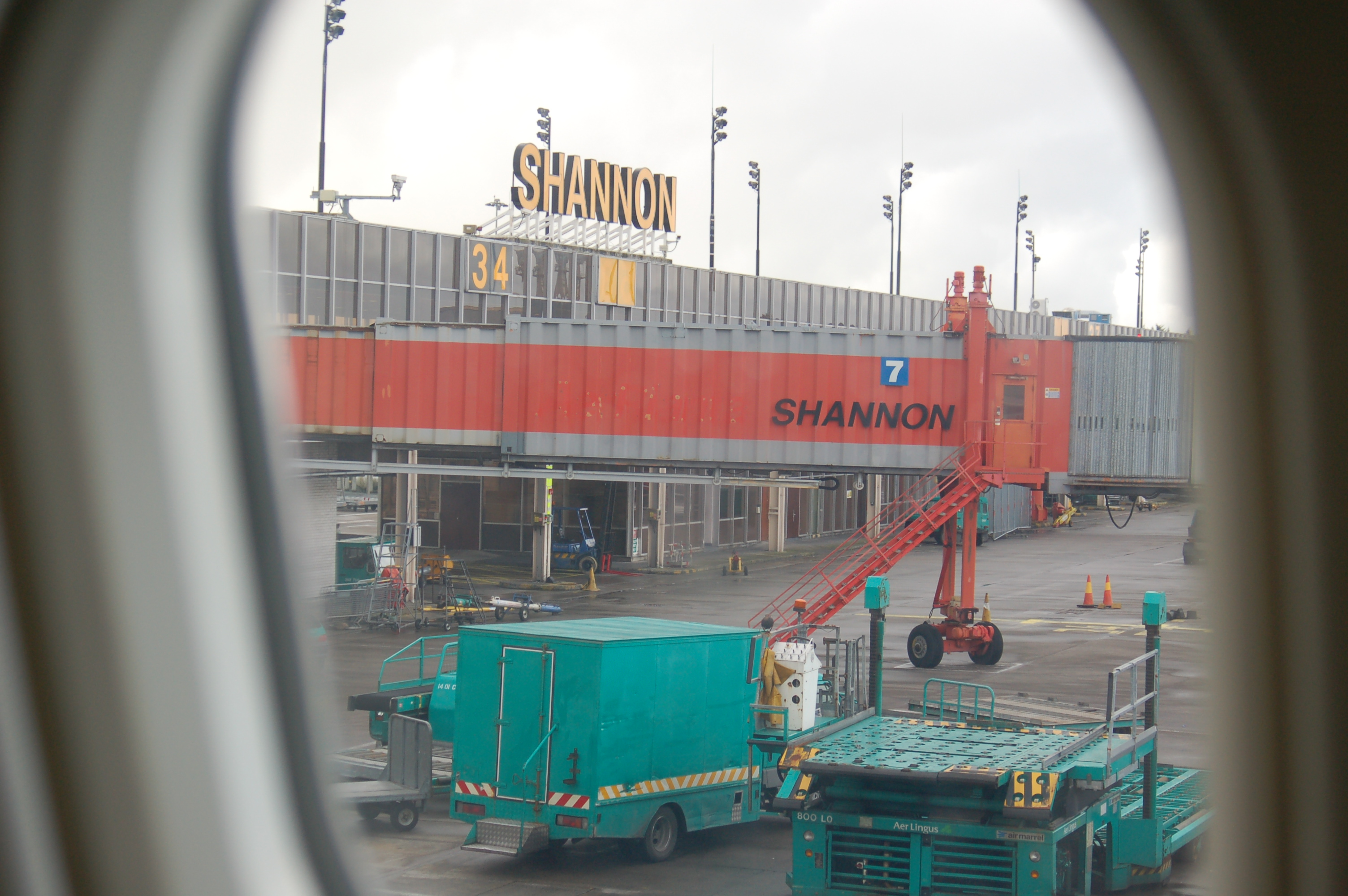
Shannon Airport
L'aeroporto internazionale dall'interno di un aereo di linea irlandese

Lo Shannon è ricchissimo di salmone, pescato sia a livello sportivo che commerciale; anche nel Fergus il pesce è presente, e nei laghi intorno ad Ennis è presente anche un buon numero di trote. La pesca è frequente anche nelle acque atlantiche.
Nel Clare, come in molte contee occidentali irlandesi, il turismo è abbondante, così che i visitatori possono trovare, oltre alle bellezze naturali della contea, servizi molto buoni a livello costiero, sportivo e di interesse archeologico. Le vie di comunicazione, tuttavia, se si esclude la strada nazionale che collega Ennis a Limerick e Galway, sono molte volte pessime, specialmente nella costa nord-occidentale.
Importantissimo lo Shannon International Airport vicino alla cittadina di Shannon, sull'estuario dell'omonimo fiume e vicino al confine con la contea di Limerick.

## Centri principali

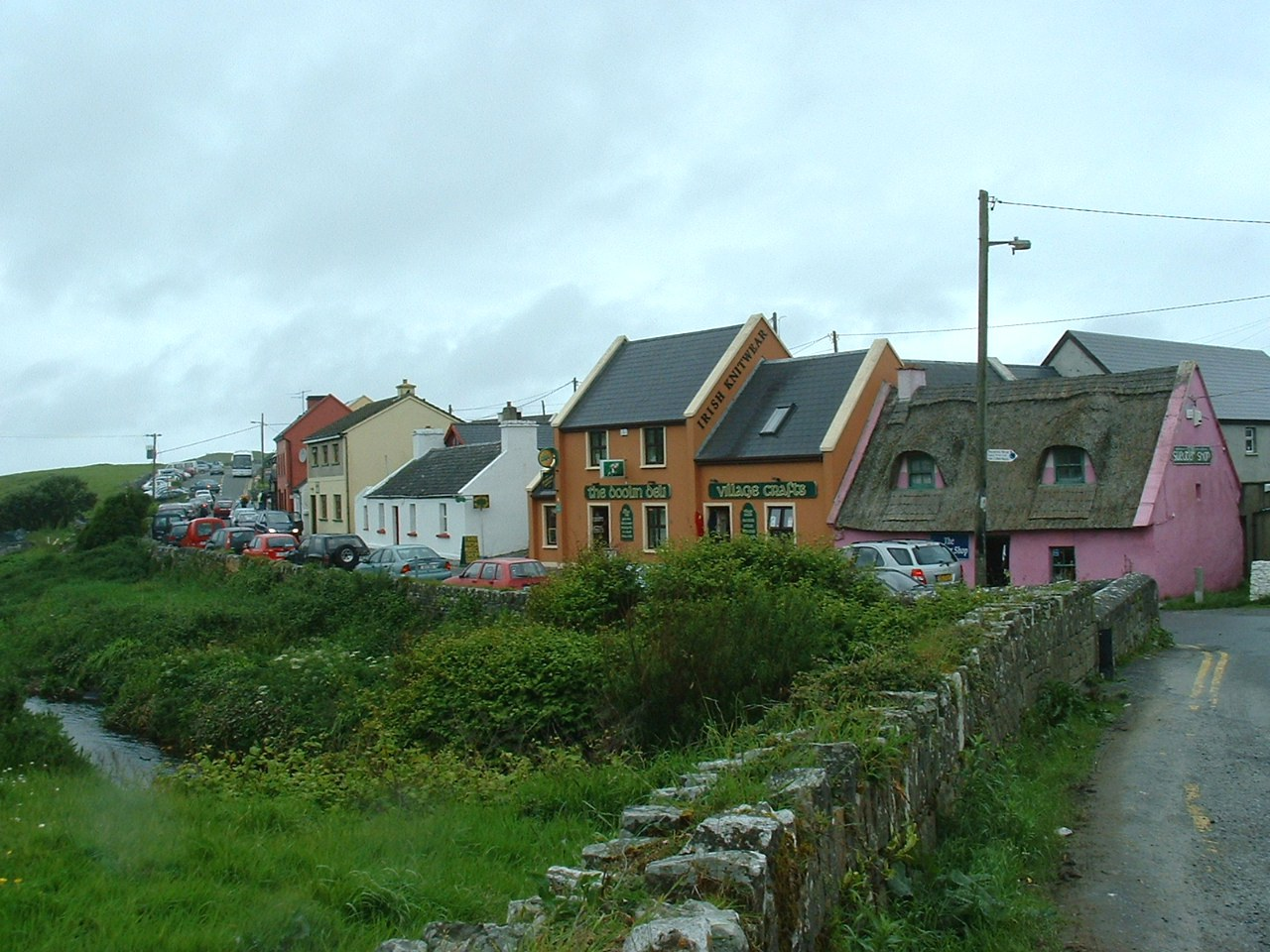
Doolin
Un piccolo ma visitatissimo villaggio sulla costa occidentale

- Clarecastle
- Corrofin
- Cratloe
- Doolin
- Ennis
- Ennistimon
- Inagh
- Kilkee
- Killadysert
- Killaloe
- Kilrush
- Lahinch
- Liscannor
- Lisdoonvarna
- Lissycasey
- Mountshannon
- Meelick
- Newmarket-on-Fergus
- O'Briensbridge
- Quin
- Scariff
- Shannon Town
- Sixmilebridge
- Spanish Point